# Aviação comercial
Aviação comercial é a parte da aviação civil que envolve a operação de uma aeronave para serviço de transporte de passageiros e carga.
Os primeiros voos comerciais aconteceram no começo da Primeira Guerra Mundial, nos Estados Unidos, e expandiram-se rapidamente após o fim da guerra. Hoje existem centenas de linhas aéreas que transportam passageiros e cargas em todos os continentes habitados.

## História

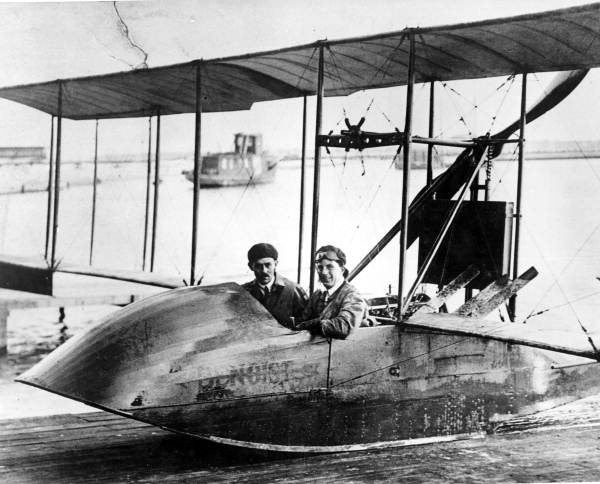
Tony Jannus em 1914 no voo histórico da aviação comercial

Em 1º de janeiro de 1914, o norte-americano Tony Jannus foi escalado como piloto em uma viagem comercial entre as cidades de Tampa e São Petersburgo, ambas na Flórida. Este evento é considerado a primeira viagem comercial da história da aviação, pela qual o prefeito de São Petersburgo, Abram Phell, pagou a quantia de 400 dólares. O aparelho utilizado foi um hidroavião marca e modelo Benoist XIV, de apenas dois lugares, da companhia aérea St. Petersburg-Tampa Airboat Line, de propriedade de Percival Fansler.

### Transporte aéreo de Passageiros

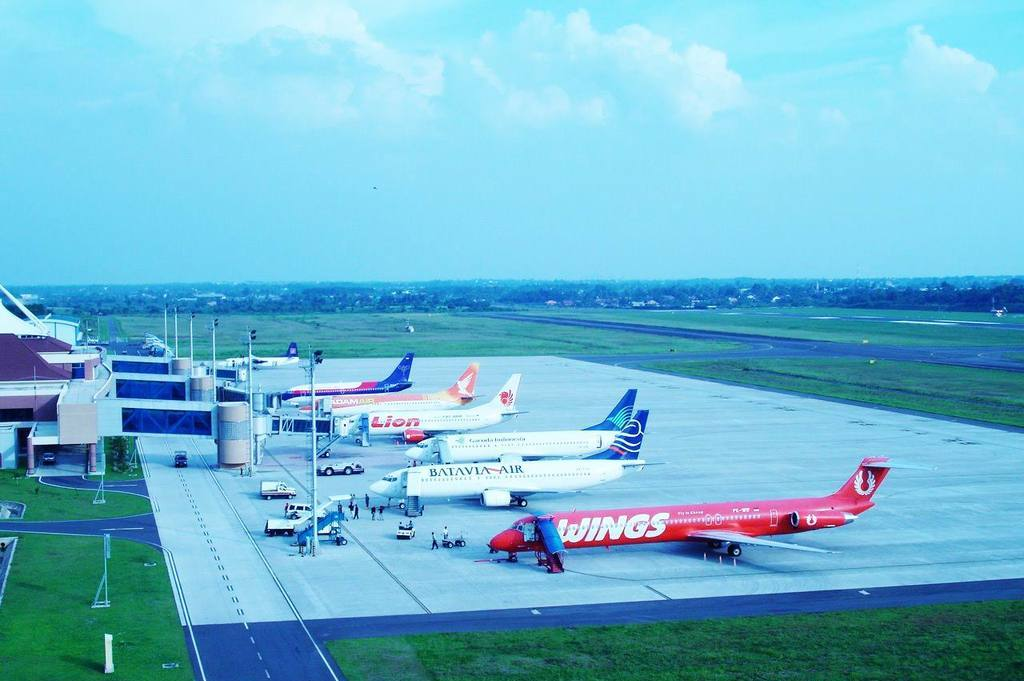
Aeronave comerciais.

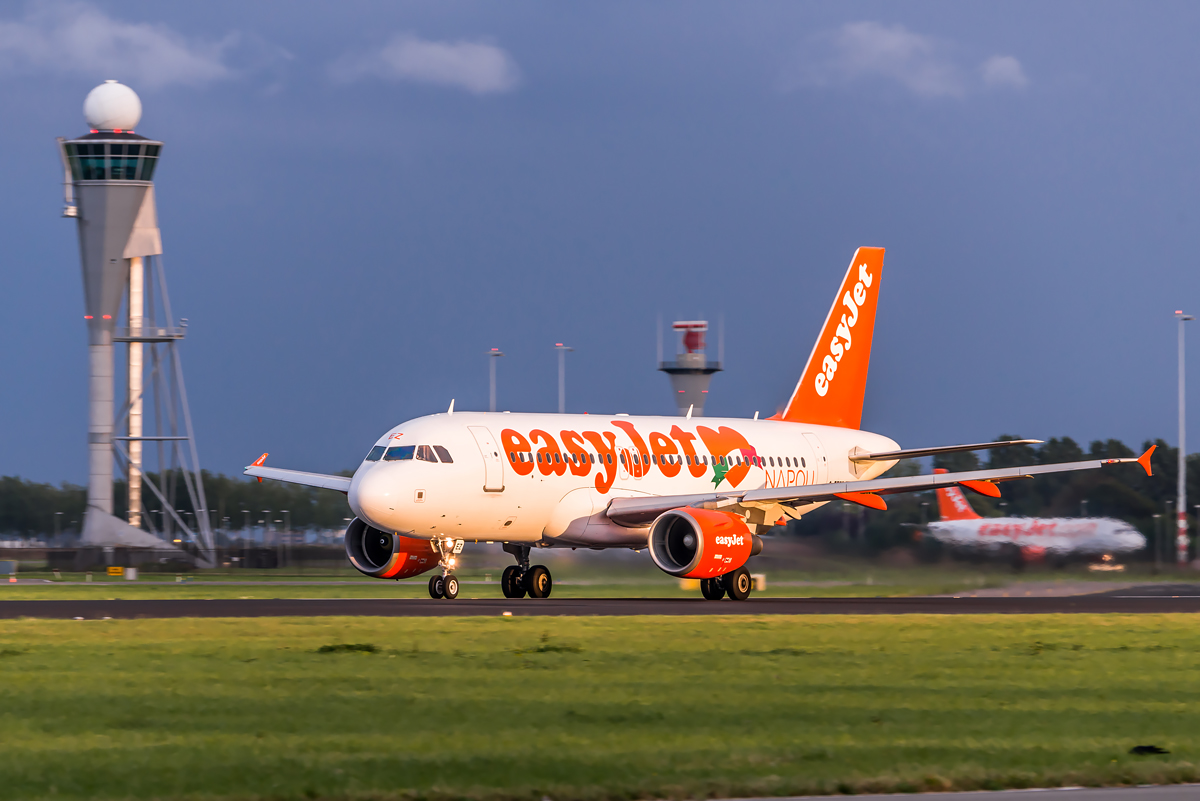
EasyJet A319, Airport Amsterdam Schiphol.

O transporte aéreo de passageiros atingiu níveis de segurança e regularidade que se tornaram importante fator de integração interno e entre países.
Com a globalização das atividades comerciais, industriais e turísticas, o avião tornou-se um meio de transporte rápido e seguro. O crescimento desse segmento foi atingido durante os ataques de 11 de Setembro de 2001 nos Estados Unidos, entrando em fase de prejuízos que se mantém até a presente data em algumas empresas.
As vendas de passagens e o movimento de passageiros é diretamente proporcional ao aumento do Produto Interno Bruto (PIB) dos países. Conforme previsões dos organismos Internacionais, os países de um modo geral, devem apresentar PIB em crescimento da ordem de (3%) ao ano nos próximos anos, portanto seguramente haverá aumento significativo da frota mundial de aviões para transporte de passageiros[carece de fontes?]. Atualmente existe uma polêmica entre os grandes fabricantes sobre a conveniência de se construir enormes aeronaves com capacidade elevada de transporte de passageiros.

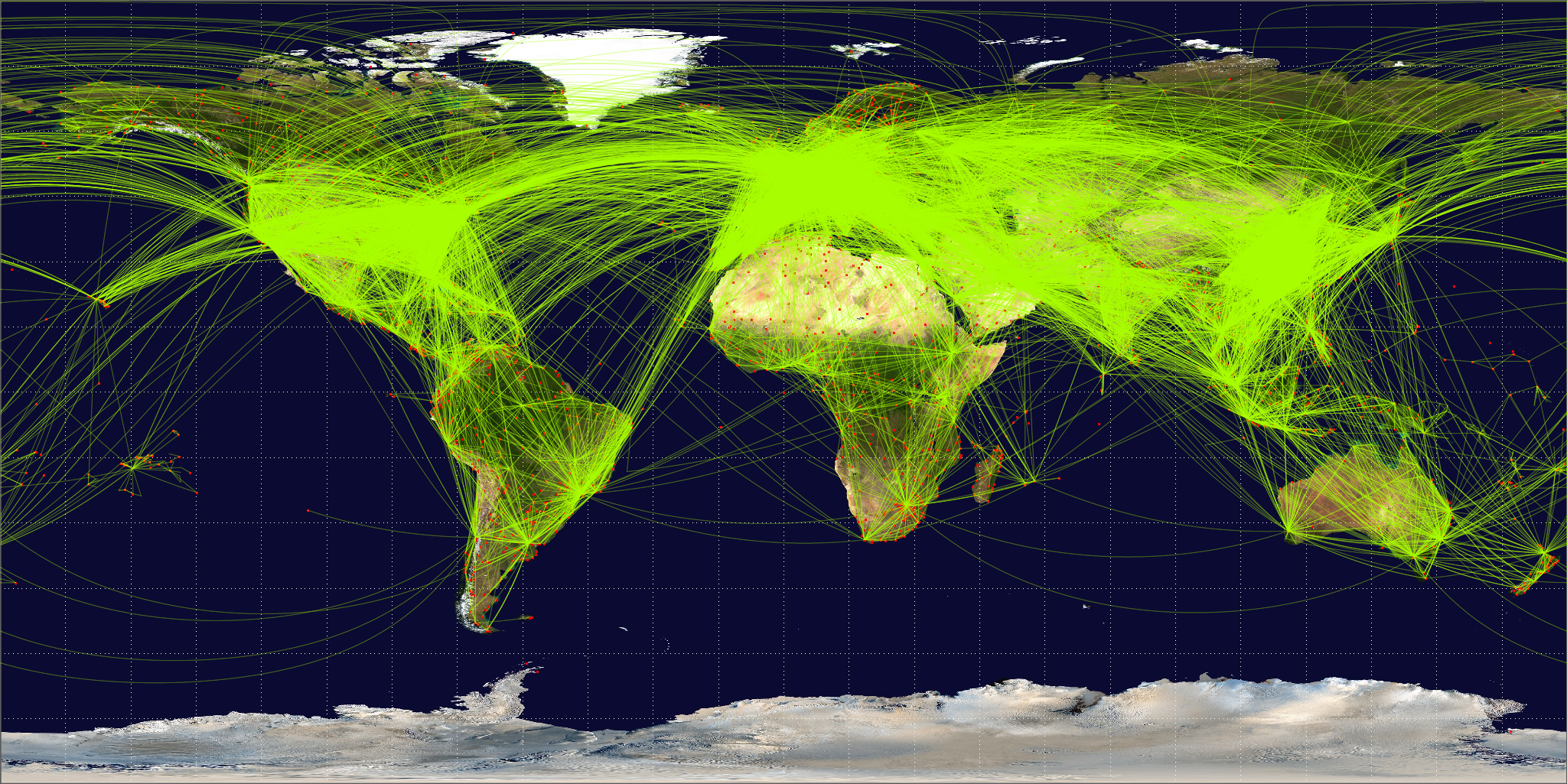
Mapa das rotas aéreas comerciais de todo o mundo em outubro de 2024